# Заполярник
Хокке́йный клуб «Заполя́рник» — команда по хоккею с шайбой, существовавшая в городе Норильске.
Впервые норильская хоккейная команда под названием «Труд» была создана в 1958 году. Он выступал в классе «Б», но был распущен в 1961 году. Вторично команда появилась в сезоне 1970/1971, когда «Заполярник» занял 3 место в 4 зоне класса «Б». Самым успешным сезоном для клуба стал сезон 1973/1974 года, когда в финальной группе он стал первым. В сезоне 1980/1981 «Заполярник» стал пятым, однако класс «Б» был ликвидирован и Норильск остался без команды.
После роспуска СССР клуб возобновил выступления. В первом сезоне 1992/1993 он играл в зоне «Сибирь — Дальний Восток» и на первом этапе стал вторым. Второй этап принёс ему 3 место. В следующем сезоне была создана Элитная лига, ставшая вторым дивизионом российского хоккея. В числе 13 клубов лиги норильчане стали четвёртыми, уступив «бронзу» по разнице шайб тюменскому «Рубину». В 1996 году клуб был вновь расформирован. Последняя попытка его возродить последовала в сезоне 2000/2001, когда в зоне «Сибирь — Дальний Восток» первой лиги открытого чемпионата России «Заполярник» занял 2 место, уступив первенство «Торпедо» из Усть-Каменогорска.